# Montsant (Weinbaugebiet)

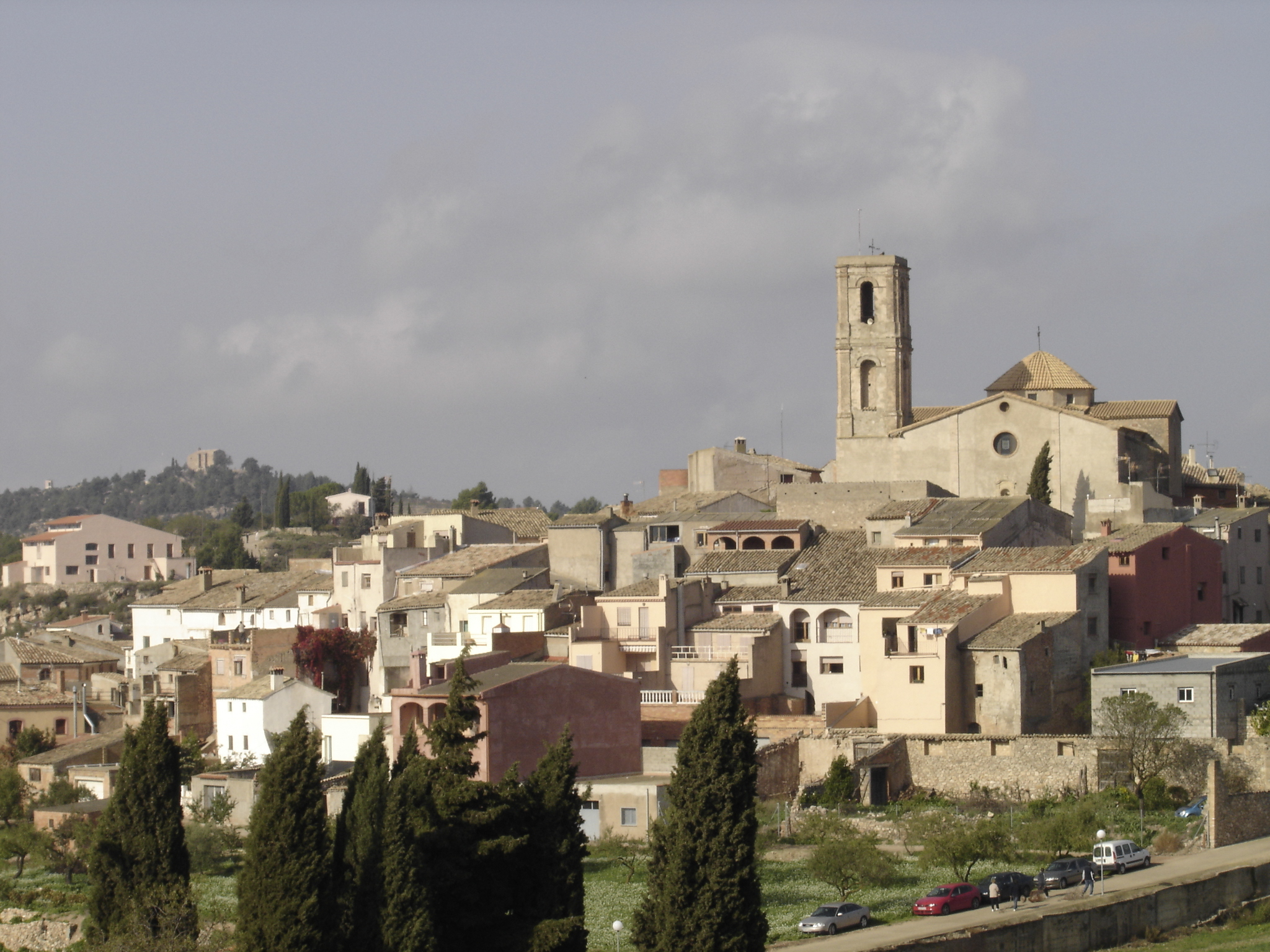
La Figuera

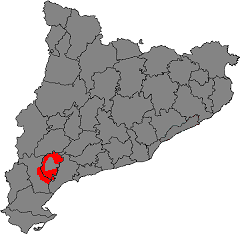
Das Montsant umschließt fast vollständig das Weinbaugebiet Priorat

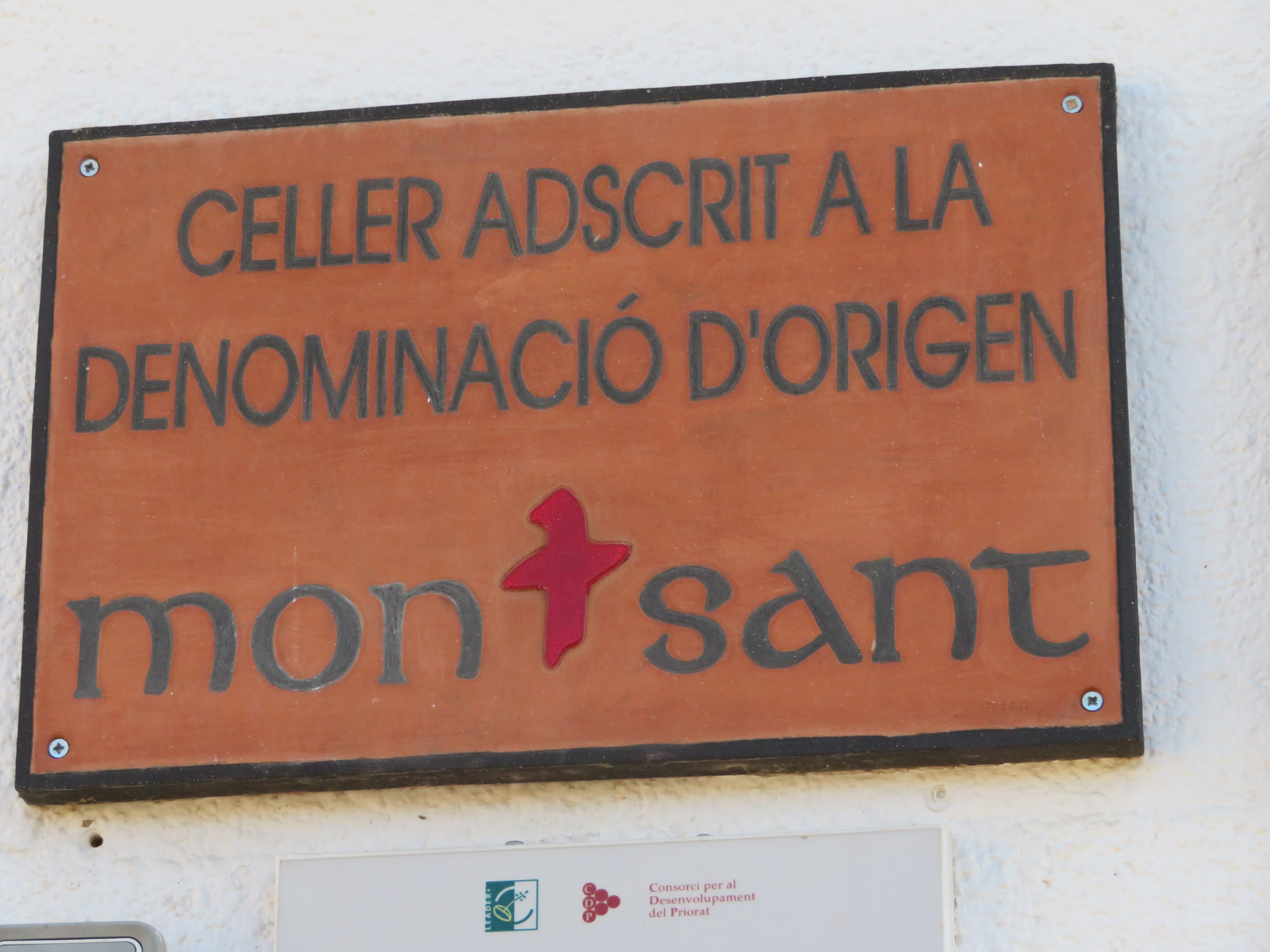
Montsant (D O)

Montsant ist ein Weinbaugebiet in Katalonien. Es liegt etwa 30 km westlich von Tarragona an den Hängen des Bergmassivs Montsant. Gemeinsam mit dem Priorat handelt sich um Kataloniens älteste weinbaubetreibende Region. Schon im Mittelalter zählte sie zu den bedeutendsten Weinbaugebieten Spaniens.
Der größte Teil der Anbaufläche liegt in der Comarca Priorat, ein geringer Anteil auch in der Comarca Ribera d’Ebre.
Folgende Gemeinden liegen in der D.O. Montsant:
La Bisbal de Montsant, Cabacés, Capçanes, Cornudella de Montsant, La Figuera, Els Guiamets, Marçà, Margalef, El Masroig, Pradell de la Teixeta, La Torre de Fontaubella und Ulldemolins, außerdem Teile der Gemarkungen von Falset, Garcia, El Molar, Móra la Nova und Tivissa.
Die Anbauflächen von insgesamt rund 2.058 Hektar (Stand 2003) befinden sich auf mineralreichen Böden auf einer Höhe von 200 bis 700 Metern. Das Klima bildet einen Ausgleich zwischen dem gemäßigten Mittelmeerklima und dem kälteren Bergklima. Die Niederschlagsmenge liegt etwas über der der umliegenden Regionen.
Die Herkunftsbezeichnung wurde 2001 geschaffen. Zuvor galt dieses Anbaugebiet als "Unterzone Falset" der DO Tarragona. Der Grund dafür war der große Erfolg der Qualitätsweine aus dem Priorat und die deutlichen Unterschiede im Charakter zu den Weinen aus Falset. Die Initiatoren waren die Genossenschaften aus Capçanes, Falset-Marçà und El Masroig.
Es werden vorwiegend Rotweine aus den Rebsorten Carignan und Grenache hergestellt. Es werden auch verschiedene Dessertweine wie Vi Ranci, Vin Doux Naturel aus Grenache und Mistela ausgebaut. In Capçanes befindet sich einer der wenigen europäischen Weinerzeuger, der koschere Weine nach den jüdischen Speisegesetzen erzeugt.
Etwa 70 % der Weinerzeugung wird exportiert, hauptsächlich nach Deutschland, England, USA, Frankreich, Schweiz und die Niederlande.
Siehe auch den Artikel Weinbau in Spanien.

## Rebsorten

Logo des Weinbaugebiets

Zugelassen sind die weißen Rebsorten  Chardonnay, Garnacha Blanca, Macabeo, Moscatel, Pansal, Parellada und Torbato. Bei den roten Sorten gilt dies für Cabernet Sauvignon, Carinena Mazuela, Garnacha, Garnacha Peluda, Merlot, Monastrell, Picapoll, Syrah und Tempranillo.